# Arthur Boyd
Pour les articles homonymes, voir Boyd.
Arthur Boyd, né le 20 juillet 1920 à Murrumbeena et mort 24 avril 1999 à Melbourne, est un artiste peintre, graveur et sculpteur australien.

## Biographie
Arthur Merric Bloomfield Boyd naît à Murrumbeena, commune rurale de l'État australien de Victoria.
Il est un membre éminent de la famille Boyd, dont de nombreux membres sont exercent des activités ou professions artistiques, tels que son grand-père, Arthur Merric Boyd (en)), peintre paysagiste né en Nouvelle-Zélande, et son père, le sculpteur australien Merric Boyd (en).
Sa sœur Mary épouse John Perceval, puis Sidney Nolan, tous les deux artistes.
Son épouse, Yvonne Boyd née Lennie, son fils Jamie et ses filles Polly et Lucy sont aussi peintres.
Arthur Boyd n'a aucune formation dans la peinture et le dessin mais il étudie avec son père et son grand-père.

## Œuvre
Ses œuvres sont présentes dans toutes les galeries d'État australiennes. Boyd est connu surtout pour ses peintures expérimentales et parfois complexes de personnages et ses paysages champêtres impressionnistes.
En 1984, il réalise une tapisserie monumentale basée sur sa peinture Untitled (Shoalhaven Landscape) pour le hall du nouveau parlement australien, à Canberra.
Il représente l'Australie à la Biennale de Venise en 1988 puis en 2000.

### Documentaire
- (en) Arthur Boyd: A Man in Two Worlds, réalisé par John Read (en), coproduction ABC et BBC, 1979.